# Semitiske sprog
De semitiske sprog er en gruppe beslægtede sprog, der fortrinsvis tales i Mellemøsten samt i Eritrea og Etiopien. De mest kendte semitiske sprog er arabisk og hebræisk. De mest talte semitiske sprog er arabisk, amharisk, tigrinsk, hebræisk og aramæisk.
Semitiske sprog tilhører den større sprogfamilie kendt som afroasiatisk, der også omfatter bl.a. kushitiske sprog som somali og oromo, oldægyptisk samt forskellige berbersprog. Det har været foreslået, at de semitiske og de øvrige afroasiatiske sprog langt tilbage skulle være beslægtede med de indoeuropæiske sprog – den såkaldte nostratiske hypotese – men de fleste lingvister er forbeholdne, fordi de ordsammenligninger, der påberåbes, er usikre.
De semitiske sprog kan inddeles i en række hovedgrupper:

## Østsemitiske sprog
- akkadisk – uddødt, taltes i det gamle Mesopotamien, fandtes i to dialekter:
  - babylonsk – taltes i den sydlige del af riget.
  - assyrisk – taltes i den nordlige del af riget.
- eblaitisk – uddødt, taltes i Mari. Klassificeres også undertiden under nordvestsemitisk.

## Centralsemitiske sprog

### Nordvestsemitiske sprog
- amoritisk – uddødt, kun kendt fra egennavne, der optræder i ellers akkadiske tekster; kan principielt være det fælles nordvestsemitiske udgangspunkt for de følgende sprog.
- ugaritisk – uddødt, primært kendt fra oldtidsbyen Ugarit.
- kanaanæiske sprog
  - ammonitisk – uddødt.
  - moabitisk – uddødt, kendes primært fra Mesha-stelen.
  - edomitisk – uddødt.
  - hebræisk – tales stadig i dag, og omfatter en række sprogtrin:
    - bibelsk hebræisk – som størstedelen af Det gamle testamente er skrevet på.
    - middelalderhebræisk – anvendtes af jøder til religiøse værker i middelalderen.
    - moderne hebræisk, også kaldet ivrit – staten Israels officielle sprog.

  - fønikisk og dets senere form punisk – uddødt.
- aramæiske sprog opnåede omkring år 900 f.v.t. status af lingua franca i den vestlige del af Mellemøsten og omfatter en række sprogtrin:
  - oldaramæisk og rigsaramæisk – var fællessprog i de nyassyriske, nybabylonske og persiske riger ca. 900-330 f.v.t. og spaltedes efterhånden op i undergrupper:
    - vestaramæiske sprog
      - jødisk-palæstinensisk aramæisk – var på Jesu tid det almindelige sprog i Judæa og er sproget i Talmud Jerushalmi fra ca. 400 e.v.t.
      - moderne vestaramæisk – tales af ca. 15.000 personer i tre landsbyer i det vestlige Syrien på grænsen til Libanon.

    - østaramæiske sprog
      - klassisk syrisk – liturgisk sprog i den maronitiske kirke i Syrien, men ellers uddødt.
      - jødisk-babylonsk aramæisk – et middelaramæisk sprog talt af jøder bosat i det sydlige og centrale Irak, kendt især fra den babylonske Talmud fra omkring år 600 e.v.t.
      - mandæisk – liturgisk sprog for mandæismen, herunder moderne mandæisk, tales af ca. 5.000 personer i Iran og Irak.
      - moderne østaramæisk – udgøres af et væld af forskellige lokale dialekter, der tales af en halv til en hel million spredt i lommer rundt omkring i det østlige Mellemøsten.

### Sydlige centralsemitiske (arabiske) sprog
- arabisk (sprog) – det mest udbredte semitiske sprog i dag; arabisk er delt i en række dialekter, der er højst forskellige.
  - maltesisk – udviklet fra klassisk arabisk på Malta med kraftig italiensk påvirkning.

## Sydsemitiske sprog

### Sydvestsemitiske
- etiopiske sprog – tales stadig i dag.
  - nordetiopiske sprog
    - tigrinsk – Eritreas officielle sprog, også talt i det nordlige Etiopiens Tigray-region.
    - tigre – talt af et mindretal i Eritrea
    - ge'ez – oldetiopisk, stadig anvendt som liturgisk sprog i den etiopisk-Ortodokse Kirke.

  - sydetiopiske sprog
    - amharisk – Etiopiens officielle sprog.
    - harari – talt af en etnisk gruppe i den øst-etiopiske by Harar
    - guraginya – talt af en etnisk gruppe i det sydlige Etiopien
- oldsydarabiske sprog
  - sabæisk – uddødt.
  - minæisk – uddødt.
  - katabansk – uddødt.
  - hadramawtisk – uddødt.

### Sydøstsemitiske sprog
- soqotri – tales af ca. 70.000 mennesker i Yemen.
- mehri – tales af ca. 165.000 mennesker i Yemen og Oman.
- shehri el. jibbali – tales af ca. 25.000 mennesker i Oman.
- harsusi – udrydningstruet, tales af ca. 600 mennesker i Oman.
- bathari – udrydningstruet, tales af under 100 personer i Oman.
- hobyot – udrydningstruet, tales af måske 200 personer i Yemen og Oman.

## Fælles karakteristika
Disse sprog fremviser alle i større eller mindre grad grundlæggende trekonsonantale rødder, der ved hjælp af vokalændringer (aflyd), præfikser, suffikser og infikser kan danne en lang række forskellige ord inden for samme semantiske felt. Et eksempel fra hebræisk:
roden g-d-l har grundbetydningen "stor", men er i sig selv ikke et ord, blot en abstrakt rod
gadol betyder "stor" og er et adjektiv i hankønsform
gedola betyder "stor" og er et adjektiv i hunkønsform
giddel betyder "han opdragede" ("gjorde stor") (altså et transitivt verbum)
gadal betyder "han voksede" ("blev stor") (intransitivt verbum)
higdil betyder "han forstørrede" (transitivt verbum)
magdelet betyder "forstørrelsesglas" (egtl. aktivt participium, "det, som forstørrer")
roden s-p-r har grundbetydningen "tælle" eller "fortælle"
sefær betyder "bog" (den indeholder fortællinger)
sofer betyder "(en) skriver" (velsagtens én, der tæller vers)
mispar betyder "tal"
Mange rødder går igen fra det ene semitiske sprog til det andet, fordi de er forholdsvist nært beslægtede. For eksempel finder man roden k-t-b (med grundbetydningen "skrive" eller "skrift") både på hebræisk og arabisk: "han skrev" hedder på hebræisk kathav, på arabisk kataba.
Følgende liste giver en kort oversigt over nogle beslægtede ord i de semitiske sprog:
| akkadisk | aramæisk | arabisk | hebræisk | dansk oversættelse |
| zikaru   | dikrā    | ḏakar   | zåḵår    | hankøn             |
| maliku   | malkā    | malik   | mĕlĕḵ    | konge              |
| imêru    | ḥamarā   | ḥimār   | ḥămōr    | æsel               |
| erṣetu   | ʔarʿā    | ʔarḍ    | ʔĕrĕṣ    | land               |

Beslægtede ord og rødder kan også variere i betydning fra et sprog til et andet. For eksempel betyder roden b-y-ḍ på arabisk både "hvid" og "æg", medens den på hebræiske kun har betydningen "æg". Roden l-b-n betyder "mælk" på arabisk, men "hvid" på hebræisk.
Selvfølgelig er der ikke altid sådanne overensstemmelser. Til at angive "viden" bruges fx på hebræisk roden y-d-ʿ, men på arabisk bruges rødderne ʿ-r-f og ʿ-l-m.
Andre afro-asiatiske sprog fremviser lignende mønstre, men som regel med tokonsonantale rødder i stedet for de semitiske trekonsonantale. Et eksempel er berber-sproget kabylsk, hvor afeg betyder "flyv!", medens affug betyder "flyvning og yufeg betyder "han fløj".

## Eksterne links
- En anskueliggørelse af den semitiske sprogfamilie
- Introduktion til semitistik